# Joan Hackett
Joan Ann Hackett (New York, 1 maart 1934 - Encino, 8 oktober 1983) was een Amerikaans actrice. Ze won met haar bijrol in Only When I Laugh (1981) een Golden Globe en werd er tevens voor genomineerd voor een Academy Award.
Hackett maakte in 1959 haar debuut toen ze de rol van Gail Prentiss kreeg in de soapserie Young Doctor Malone. Deze bleef ze tot en met 1960 spelen. Na een gastrol in Alfred Hitchcock Presents, kreeg ze in 1961 opnieuw een vaste rol in een serie, namelijk de dramaserie The Defenders. Ook hier stapte ze na een jaar al uit.
In 1962 speelde Hackett in de aflevering A Piano in the House van de geprezen televisieserie Twilight Zone. Ook had ze dat jaar haar eerste grote rol in een televisiefilm. In 1966 maakte ze haar filmdebuut, met een gedeelde hoofdrol in The Group. Al snel groeide ze uit tot een actrice op de voorgrond. Zo was ze in haar tweede film naast Charlton Heston te zien in Will Penny (1968) en speelde ze ook naast James Garner in Support Your Local Sheriff! (1969).
Vanaf de jaren 70 was Hackett voornamelijk te zien in televisiefilms en in gastrolletjes in televisieseries, zoals Taxi en The Love Boat. Ze was voor het laatst in een nieuwe rol te zien in 1987, hoewel ze vier jaar daarvoor al overleed aan kanker.

## Filmografie
- Flicks (1987)
- The Escape Artist (1982)
- Paper Dolls (1982, televisiefilm)
- The Long Summer of George Adams (1982, televisiefilm)
- Only When I Laugh (1981)
- A Girl's Life (1981, televisiefilm)
- One Trick Pony (1980)
- The Long Days of Summer (1980, televisiefilm)
- The North Avenue Irregulars (1979)
- Pleasure Cove (1979, televisiefilm)
- The Possessed (1977, televisiefilm)
- Dead of Night (1977, televisiefilm)
- Stonestreet: Who Killed the Centerfold Model? (1977, televisiefilm)
- Treasure of Matecumbe (1976)
- The American Woman: Portraits of Courage (1976, televisiefilm)
- Mackintosh and T.J. (1975)
- Reflections of Murder (1974, televisiefilm)
- The Terminal Man (1974)
- The Last of Sheila (1973)
- Class of '63 (1973, televisiefilm)
- Rivals (1972)
- Lights Out (1972, televisiefilm)
- Five Desperate Women (1971, televisiefilm)
- The Other Man (1970, televisiefilm)
- How Awful About Allan (1970, televisiefilm)
- The Young Country (1970, televisiefilm)
- Support Your Local Sheriff! (1969)
- Assignment to Kill (1968)
- Will Penny (1968)
- The Group (1966)
- Rebecca (1962, televisiefilm)

- Biblioteca Nacional de España: XX919927
- Bibliothèque nationale de France: cb14049692v (data)
- Gemeinsame Normdatei: 139765468
- International Standard Name Identifier: 0000 0004 4923 3323
- Library of Congress Control Number: no91022695
- Nationale Bibliotheek van Tsjechië: xx0150460
- Nationale Bibliotheek van Israël: 987007427171705171
- Système universitaire de documentation: 165173033
- Virtual International Authority File: 121700760